# Ritratto di papa Paolo V
Il Ritratto di papa Paolo V è un dipinto a olio su tela (cm 203 × 119) eseguito tra il 1605 e il 1606 dal pittore italiano Caravaggio (1571–1610). È attualmente conservato a palazzo Borghese di Roma.

## Storia e descrizione
Camillo Borghese regnò sotto il nome di papa Paolo V dal 1605 al 1621. Il biografo di Caravaggio, Giovanni Bellori, ricorda che l'artista dipinse un ritratto del papa da seduto, realizzato tra l'elezione del Borghese il 16 maggio 1605 e la fuga di Caravaggio da Roma nel maggio 1606, a causa della morte di Ranuccio Tomassoni. Il ritratto è attestato nella collezione Borghese dal 1650.
Molti studiosi hanno dubitato dell'attribuzione al Merisi di questo dipinto, considerando la composizione troppo insolita per lo stile dell'artista. Lo studioso John Gash, tuttavia, nel suo autorevole catalogo di Caravaggio del 2003, in cui descrive l'opera come realistica e penetrante, fa notare che la posa del soggetto è stata imposta all'artista contro la sua volontà. Seduto su una sedia a braccioli e di tre quarti, Paolo V indossa sulla veste talare una mozzetta rosso porpora che si intona al camauro, il berretto bordato di pelliccia. Il quadro rivela alcune somiglianze con il Ritratto di Innocenzo X, dipinto di Diego Velázquez (1650).
Secondo Bellori, Caravaggio ottenne l'introduzione presso Paolo grazie al nipote del pontefice, Scipione Borghese. Scipione era infatti un avido collezionista d'arte il quale, dopo aver conosciuto Caravaggio, rimase impressionato dalle sue opere.
Ulteriori elementi di dubbio sull'attribuzione al Caravaggio di questo ritratto derivano dal fatto che, a differenza del Bellori, né il Baglione né il Mancini nei loro scritti, pur ricchi di notizie sulla biografia artistica del Merisi, citano il dipinto. Silenzio in effetti difficilmente spiegabile a fronte di quella che avrebbe dovuto essere una delle commissioni di maggior prestigio per Caravaggio.
Ipotesi pure formulata (Alfred Moir, 1971) è che questo ritratto possa essere una copia del dipinto citato dal Bellori andato perduto.
Parte della critica assegna il dipinto alla mano di Alessandro Varotari detto il Padovanino, o ad Ottavio Leoni.